# Trolltunga
Trolltunga är en spektakulär stenformation på ungefär 1 100 meter över havet. Den står ut horisontellt över fjället, ungefär 700 meters fallhöjd över Ringedalsvatnet, nära tätorten Tyssedal i Ullensvangs kommun i Vestland fylke i västra Norge. Trolltunga har uppmärksammats av medier under 2010-talet och börjat locka många besökare. Trots en krävande vandring på 27 kilometer räknat tur och retur och 900 höjdmeter från den mest använda parkeringsplatsen, vandrar ibland ett par tusen personer om dagen under sommaren till platsen (sammanlagt 80 000 till 100 000 besökare per år).
Resan upp till och ner från Trolltunga tar totalt cirka 12 timmar och anses svår. Det pågår cirka 40 räddningsinsatser varje år. 

## Bilder

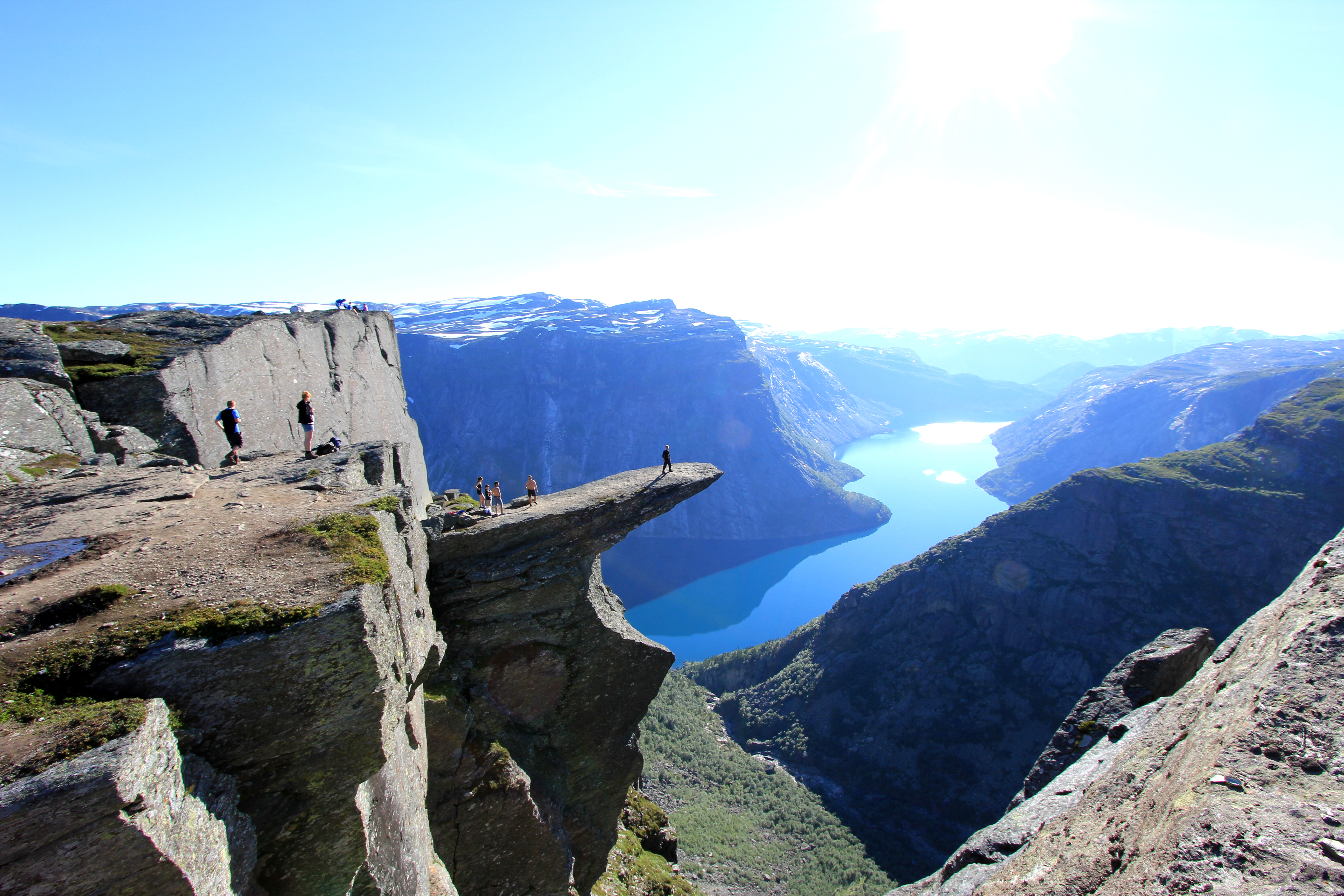
Trolltunga i Odda, 2012.
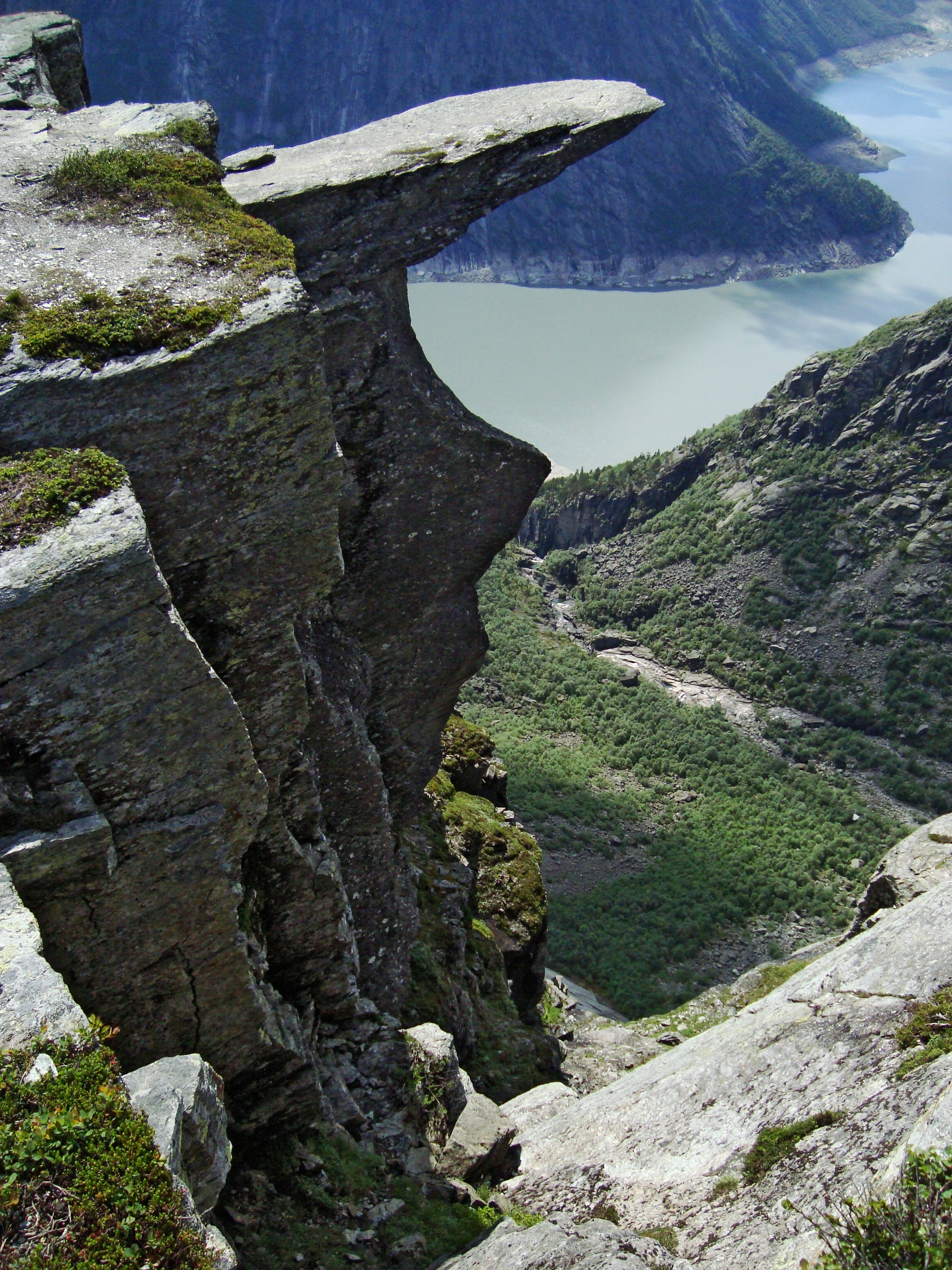
Trolltunga i Odda, 2011.
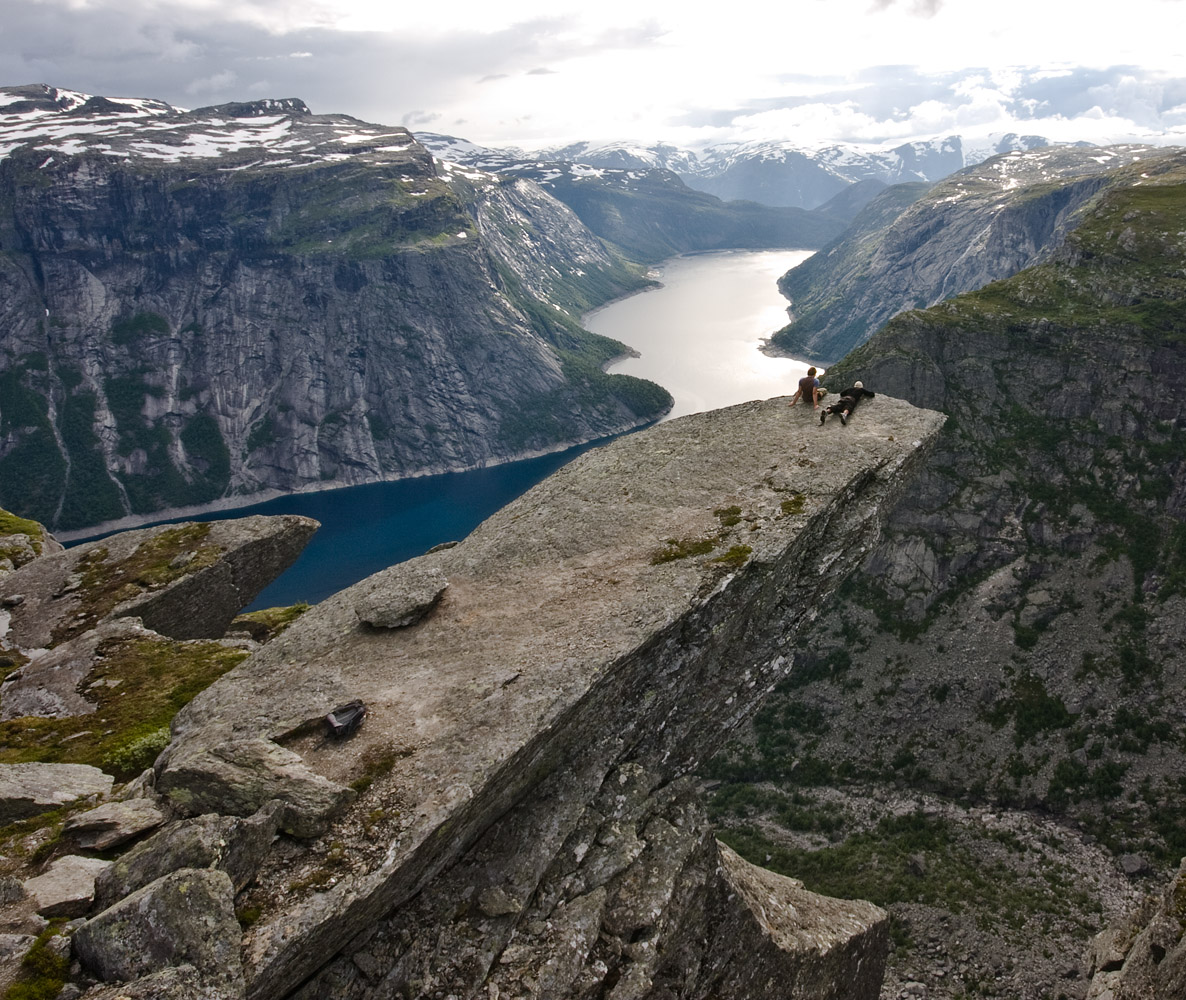
Två personer vid kanten av Trolltunga, 2008.